# Зденко Кожул
Зденко Кожул (на хърватски: Zdenko Kožul) е хърватски шахматист, гросмайстор.

## Биография
Роден е на 21 май 1966 година в град Бихач, тогава в СФР Югославия, днес Босна и Херцеговина. Състезава се за Югославия (до 1991 г.), Босна и Херцеговина (1992 г.) и Хърватия (от 1993 г.). Двукратен шампион на Югославия (1989 и 1990). Шампион на Хърватия за 2006 г. и сребърен медалист за 1995 г. Трикратен носител на европейската клубна купа с отбора на „Босна Сараево“ за 1999, 2000 и 2002 г. Европейски шампион за 2006 г.
Участник на единайдесет шахматни олимпиади, спечелвайки бронзов медал на трета дъска през 1990 г. Участник на световното отборно първенство за 1997 г. Участник на девет европейски отборни първенства (1992, 1997, 1999, 2001, 2003, 2005, 2007, 2009 и 2013).
Международен майстор от 1986 г. и гросмайстор от 1989 г.

## Турнирни резултати
- 1995 – Задар (първо място на „Задар Оупън“ със статут на Открито първенство на Хърватия)[6]
- 1995 – Блед (първо място в „А турнира“ на шахматния фестивал „Блед“)[7]
- 1997 – Порторож (трето място след тайбрек на „Мемориал д-р Милан Видмар“)[8]
- 1999 – Нова Горица (първо място на „Нова Горица Оупън“ с резултат 7 точки от 9 възможни)[9]
- 1999 – Порторож (второ-трето място с Вадим Звягинцев на „Мемориал д-р Милан Видмар“)[8]
- 1999 – Солин (първо място на „Салона“)[10]
- 1999 – Любляна (първо място след тайбрек на „Любляна Оупън“)[11]
- 2000 – Блед (първо място в „А турнира“ на шахматния фестивал „Блед“)[7]
- 2003 – Задар (първо място на „Задар Оупън“ с резултат 6,5 точки от 9 възможни)[6]
- 2004 – Нова Горица (първо-второ място с Александър Ковачевич на „Хит Оупън“ с резултат 7 точки от 9 възможни)[12]
- 2005 – Джаково (първо място в „А турнира“ на „Джаково Оупън“)[13]
- 2008 – Грац (първо място на едноименния международен открит турнир)[14]
- 2010 – Риека (второ място след тайбрек на „Mediterranean 2017“ с резултат 6,5 точки от 9 възможни)[15]
- 2012 – Загреб (първо място на „Загреб Оупън“ с резултат 7 точки от 9 възможни)[16]
- 2013 – Скопие (първо място след тайбрек на „Карпош Оупън“ с резултат 7 точки от 9 възможни)[17]

## Участия на шахматни олимпиади
| Година | Организатор    | Отбор               | Класиране (отборно) | Дъска         |
| 1990   | Нови Сад       | Югославия           | 5                   | Трета         |
| 1992   | Манила         | Босна и Херцеговина | 12                  | Първа резерва |
| 1994   | Москва         | Хърватия            | 26                  | Втора         |
| 1996   | Ереван         | Хърватия            | 16                  | Втора         |
| 1998   | Елиста         | Хърватия            | 25                  | Първа         |
| 2000   | Истанбул       | Хърватия            | 43                  | Първа         |
| 2002   | Блед           | Хърватия            | 23                  | Първа         |
| 2004   | Калвия         | Хърватия            | 46                  | Първа         |
| 2006   | Торино         | Хърватия            | 25                  | Първа         |
| 2008   | Дрезден        | Хърватия            | 27                  | Втора         |
| 2010   | Ханти Мансийск | Хърватия            | 32                  | Втора         |
| 2012   | Истанбул       | Хърватия            | 27                  | Резерва       |